# (88795) Morvan
(88795) Morvan est un astéroïde de la ceinture principale.

## Description
(88795) Morvan est un astéroïde de la ceinture principale. Il fut découvert par Jean-Claude Merlin le 20 septembre 2001 au Creusot. Il présente une orbite caractérisée par un demi-grand axe de 2,62 UA, une excentricité de 0,6 et une inclinaison de 1,67° par rapport à l'écliptique.
Il fut nommé d'après le massif du Morvan, en France.

## Compléments